# Кажлаев, Нажмутдин Гаджиевич
Нажмутдин Гаджиевич Кажлаев (1907 год, с. Кумух, Казикумухский округ, Дагестанская область, Российская империя — СССР) — Председатель Махачкалинского горисполкома (1942—1943, 1970—1972). По национальности — лакец.

## Биография
Родился в 1907 году в селе Кумух. В 1932 году окончил Московский нефтяной институт, кандидат технических наук. Работал прорабом на строительстве завода «Двигательстрой» в Каспийске. С 1933 по 1937 годы работал главным инженером в наркомате коммунального хозяйства. С 1937 по 1940 годы работал управляющим трестом «Ставропольстрой». В 1942 году За проявленную самоотверженность и трудовой героизм при выполнении важного оборонного заказа, такого как строительство тяжелого бронепоезда «Комсомолец Дагестана», был удостоен медали «За боевые заслуги». С ноября 1942 по апрель 1943 года был председателем Махачкалинского горисполкома. Далее работал в Министерстве нефтяной промышленности СССР, Министерстве городского и сельского строительства РСФСР, заместителем председателя Саратовского совнархоза. В 1953 году работал управляющим трестом «Дагестанстрой». С 1965 по 1966 годы работал министром коммунального хозяйства Дагестанской АССР. С февраля 1967 по декабрь 1970 работал Председателем Махачкалинского горисполкома. Имеет более 40 изданных работ по экономике строительства и два запатентованных изобретения.

## Награды и медали
- Медаль «За боевые заслуги» (1942)
- Орден Красной Звезды.
- Орден «Знак Почёта».
- Семь различных медалей.

## Личная жизнь
Был сын Алик (Али), который в 1957 году женился на Нелли Масловой, умер в начале 1990-х. От Али есть две внучки, одну из которых зовут Марина.